# Pehr Olof Liedberg
Pehr Olof Liedberg, född 5 april 1789 i Varberg, död 3 juli 1851 i Risekatslösa socken (avled i Köpenhamn), var en svensk militär.
Pehr Olof Liedberg var son till konsul Peter Gerhard Liedberg och Margareta Brita Lagerbohm. Han blev officer 1805, ryttmästare vid Skånska husarregementet 1818, major 1825 och överstelöjtnant 1835. Liedberg var 1841–1848 överste och chef för Skånska husarregementet. Han deltog i 1806 och 1807 års fälttåg i Pommern samt i fälttågen 1813 och 1814 i Tyskland. Liedberg vilar på Risekatslösa kyrkogård.